# Poipet
Poipet  (Khmer: ប៉ោយប៉ែត ; API: [paojpaet] ; Thaï : ปอยเปต ou ปอยแปต) est une ville du nord-ouest du Cambodge située dans la province de Banteay Mean Chey (district d'Ou Chrov), à la frontière thaïlandaise. En 2001, cette ville compte près de 70 000 habitants et en 2019 il y a d'après le recensement 98 934 habitants.
Poipet abrite le principal poste-frontière entre les deux pays,. La ville thaïlandaise la plus proche étant celle de Aranyaprathet située à 5 km.

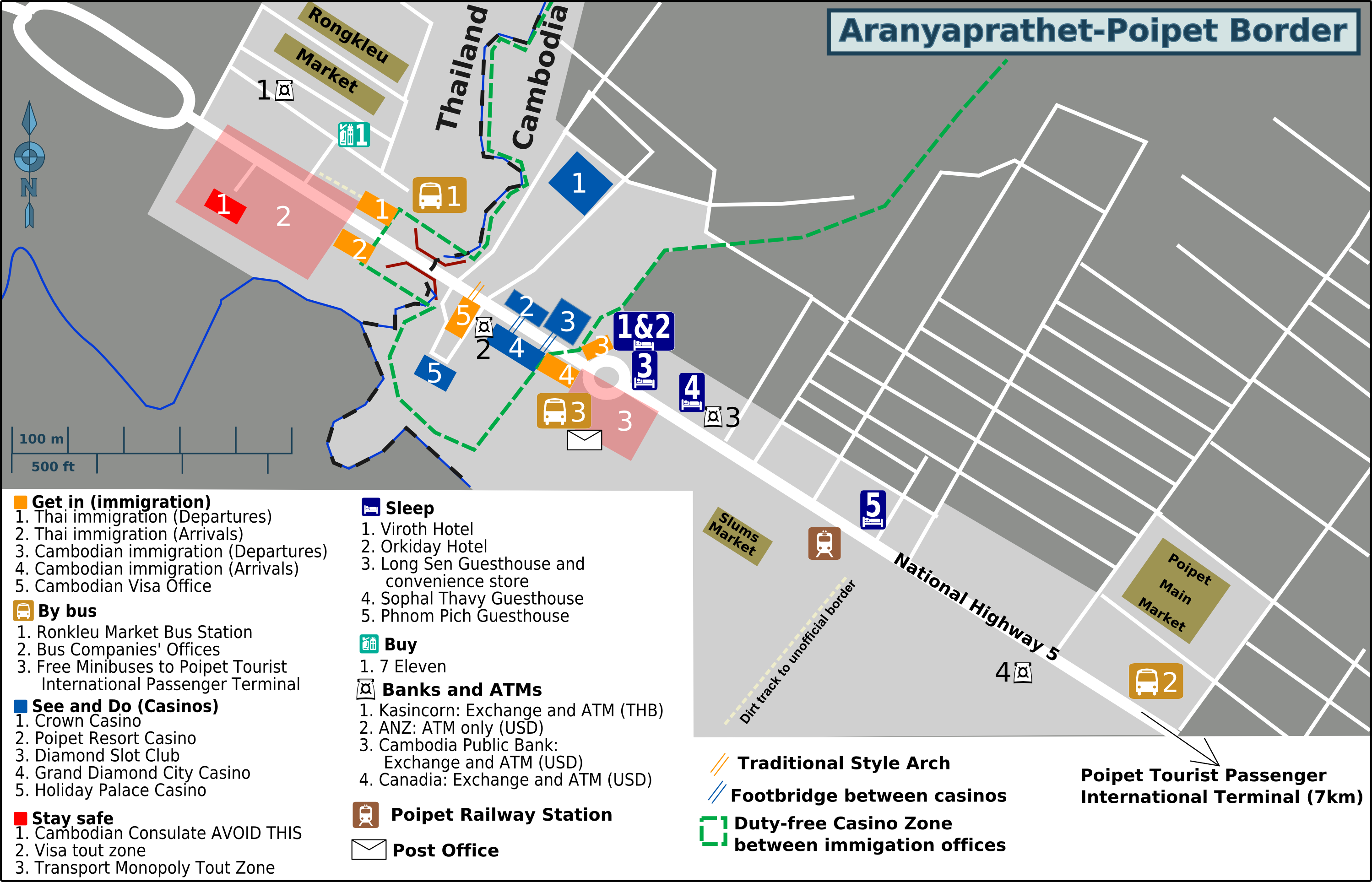
Plan de Poipet

La localité est particulièrement fréquentée, car sur le No man's land qui longe la frontière sont construits au début des années 2000 (2002) pas moins de 7 casinos et un 8e est en construction, casinos appartenant à des hommes d'affaires thaïlandais. Les jeux de hasard sont illégaux en Thaïlande et la zone située entre les bureaux d'immigration des deux pays est librement accessible aux ressortissants de ce pays. Le 28 décembre 2022, un incendie à l'hôtel-casino Grand Diamond City tue 27 personnes et en blesse des douzaines d'autres,,.
Poipet est aussi le terminus du réseau ferroviaire cambodgien, même si la ligne de Sisophon est très endommagée. Néanmoins en 2012, ce tronçon doit être remis en état afin de joindre le réseau thaïlandais. En 2019, la ligne Phnom Penh - Poipet - Bangkok est de nouveau opérationnelle. En 2023, une ligne à grande vitesse Phnom Penh - Poipet, longue de 382 km, est prévue pour le futur.